# Raketcoalitie

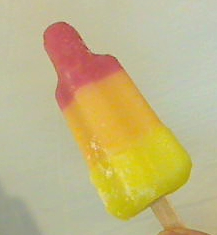
Een raketijsje

Een raketcoalitie of raketijsjescoalitie is de bijnaam voor een mogelijke Vlaamse regeringscoalitie bestaande uit Vlaams-nationalisten, christendemocraten en sociaaldemocraten. De coalitie is genoemd naar de kleuren van een raketijsje:
- Rood (bovenaan) voor de sociaaldemocraten: Vooruit
- Oranje (midden) voor de christendemocraten: cd&v
- Geel (onderaan) voor de Vlaams-nationalisten: N-VA

De term verscheen voor het eerst in de Vlaamse media in 2019. Tijdens de Vlaamse regeringsformatie van 2024 kreeg de term bredere aandacht door het gebruik van arbeidseconoom Stijn Baert tijdens zijn analyse van de verkiezingsuitslagen op VTM op 9 juni 2024.